# Муранув (станція метро)
52°15′53″ пн. ш. 20°59′56″ сх. д. / 52.26472° пн. ш. 20.99889° сх. д.
Мурамув (пол. A-16 Muranów) — перспективна станція лінії M1 Варшавського метрополітену між станціями «Ратуш Арсенал» на півдні (перегін 635 м) та «Двожець Гданський» на півночі (перегін 899  м), у Середмісті Варшави. Щільність станцій метро має на меті спрямувати на краще сполучення від Млочин й Кабат з центром міста.

## Історія
16 грудня 1983 року станція отримала назву, відповідно з постановою Національної ради міста Варшави. Станція «Муранув» разом зі станцією «Пляц Конституції» була виключена з будівництва ще 1989 року через економію коштів.
24 січня 2006 року влада Варшави знову порушила питання про будівництво перспективних станцій «Муранув» та «Пляц Конституції», яке зазначено в чинному Дослідженні умов і напрямів просторового розвитку Варшави (СУіКЗП). У 2019 році було оголошено та проведено тендер на виготовлення передпроєктної документації та будівельних проєктів для обох станцій. Передбачалося, що роботи з будівництва станції розпочнуться у І кварталі 2022 року, а відкриття — приблизно у 2026 році.